# Nitrianska Streda
Nitrianska Streda (hongrois : Nyitraszerdahely) est un village de Slovaquie situé dans la région de Nitra.

## Histoire
Première mention écrite du village en 1278.

## Démographie

### Évolution de la population
| Année:               | 1994. | 2004.    | 2014.   | 2024.   |
| -------------------- | ----- | -------- | ------- | ------- |
| Nombre de personnes: | 666   | 757      | 767     | 738     |
| Différence:          |       | +13,66 % | +1,32 % | -3,78 % |

| Année:               | 2023. | 2024.   |
| -------------------- | ----- | ------- |
| Nombre de personnes: | 741   | 738     |
| Différence:          |       | -0,40 % |